# Нідерландська школа

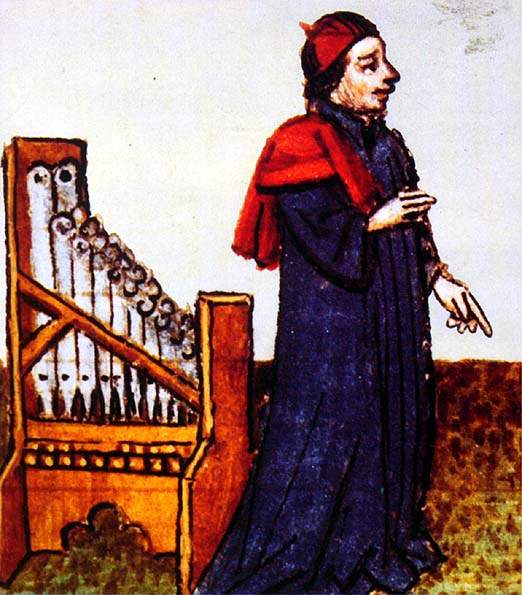
Фламандський композитор 15 століття. Г. Дюфаї (Дюфе)

Нідерландська школа[джерело?] (трапляється також назва франко-фламандська школа) — найбільша[джерело?] композиторська школа в музиці епохи Відродження.
Нідерланди в XV–XVI ст. (їхня територія охоплювала нинішню північно-східну Францію, південно-західну Голландію, Бельгію, Люксембург) була економічно розвиненою країною з широкими торговельними зв'язками, розвинутою наукою і культурою. Розквіту досягло і музичне мистецтво — у країні були сотні хорових капел, у церквах проходили концерти органної музики, створювалися школи менестрелів,
існували метризи — спеціальні школи-притулки при кафедральних
соборах нідерландських міст, що готували висококваліфікованих співаків і органістів.
Найвидатніші нідерландські поліфоністи працювали в областях з валлонським населенням, розташованих поблизу Франції. Це, поряд з іншими факторами, привело до того, що нідерландська поліфонічна школа стала спадкоємицею французької поліфонічної культури. У той же час як музичну основу своїх творінь нідерландські майстри часто використовували фламандський фольклор.
Джерела нідерландської школи сягають зразків раннього багатоголосся (XII–XIII ст.).
Для майстрів «першої нідерландської школи» дуже важливим виявився творчий досвід англійського композитора-поліфоніста Джона Данстейбла.
Основне місце у творчості нідерландців займала церковна музика: меси, магніфікати, псалми. Разом з тим композитори нідерландської школи створювали й світські твори: багатоголосні пісні, балади. Духовні й світські риси вільно сполучалися в одному із провідних жанрів тієї епохи — мотеті. У творчості Жоскена Депре чільне місце посідає новий різновид цього жанру — мотет з наскрізною імітацією. Нідерландські композитори створили самобутній вокально-хоровий поліфонічний стиль.
У нідерландській школі звичайно розрізняють кілька періодів розвитку, причому кожен наступний починається ще в рамках попереднього:
- 1-й період, рання нідерландська школа («бургундська»), середина XV ст., представники: Гійом Дюфаї і Жиль Беншуа;
- 2-й період, так звана «друга нідерландська школа», 50-ті роки XV ст. — початок XVI ст., представники Йоганнес Окегем і Якоб Обрехт;
- 3-й період, 80-ті роки XV ст. — 1521 р., творчість Жоскена Депре;
- 4-й період, 1520–1560 рр., творчість Ніколауса Гомберта і Клеменса Якоба;
- 5-й період, середина і кінець XVI ст., композиторська діяльність Орландо ді Лассо

До нідерландської школи відносять також А. Брюмеля, Луазе Компера, Александра Агрікола, П'єра де ля Рю та інших композиторів — учнів або прямих послідовників видатних нідерландських майстрів. Діяльність їх протікала не тільки в Нідерландах, але й в Італії, Австрії, Німеччині, Англії, Іспанії. Тому нідерландська школа вплинула на розвиток європейської музики, у першу чергу на розвиток поліфонічних жанрів. Впливи нідерландської школи можуть бути виявлені й у творах Й. С. Баха.